# Diego Aramburo
Diego Aramburo Jordán (Cochabamba, 8 de septiembre de 1971) es una directora, dramaturga y actriz boliviana. Fundadora y directora de la compañía Kiknteatr, es ganadora de 10 Premios Nacionales de Teatro Peter Travesí, además de haber recibido diversas distinciones y reconocimientos en su país y en el extranjero. Su teatro se ha caracterizado por un estilo contemporáneo, en el cual se mezclan lenguajes como las artes escénicas, el performance y las artes visuales. Aramburo es la primera y hasta la fecha única creadora escénica boliviana que, sin dejar este país, ha desarrollado gran parte de su carrera en el exterior, siendo frecuentemente invitada a dirigir en teatros oficiales y compañías independientes de varios países de América y Europa. En mayo de 2018, la artista oficializó su cambio de identidad al género femenino, en un acto que suscitó un intenso debate acerca de dicha acción.

## Biografía y trayectoria artística
Hija de un arquitecto, nació en Cochabamba, ciudad donde inició su trayectoria como actor con tan solo 17 años, en medio de un entorno en ese entonces casi amateur. Con estudios realizados en Brasil, España, Francia, Canadá y Estados Unidos y una formación que incluye aprendizajes con maestros como Jerzy Grotowski, Declan Donnellan, Yoshi Oida, José Sanchis Sinisterra, Mauricio Kartun y Rafael Spregelburd, Aramburo se convirtió rápidamente en el director más importante y controversial de Cochabamba y, en 1996, fundó el Kíkinteatro –que posteriormente adoptaría el nombre Kiknteatr–, cuya etimología viene de las palabras ‘kíkin’ (‘parecido a’, en quechua) y ‘teatro’. Su primera obra de teatro con la compañía fue Tres fases de la luna, con la cual ganó también su primer Premio Nacional de Teatro Peter Travesí, de un total de diez que ha conquistado hasta la fecha.
Sus siguientes obras, Feroz, Amataramarta, Ese cuento del amor (escrita junto a Claudia Eid), y "Crudo" lo consolidaron en poco tiempo como el director más premiado de Bolivia y le rindieron nuevos galardones en el Premio Nacional de Teatro Peter Travesí, además de invitaciones a festivales de otros países. Aunque desde el inicio el Kiknteatr apostó por una dramaturgia propia, también llevó a escena montajes de otros autores, como ocurrió en Tierra (2003), con texto del francés Hubert Colas, 4.48 Psicosis (2004), de la británica Sarah Kane, o Happy days (2007), del irlandés Samuel Beckett. 
En 2004, Aramburo escribió y dirigió una de sus obras más importantes: Crudo, con actuaciones de Pati García, Jorge Alaniz, Alejandro Marañón, Lía Michel y Daniel Larrazábal; los cuatro primeros han colaborado en diversos montajes del director y formaron parte del elenco de varios de sus espectáculos. Otras obras destacadas en la historia de la compañía fueron Transparente (2009), Romeo y Julieta de Aramburo (2013) y la Trilogía Boliviana, compuesta por Ukhupacha, Morales y Hejarei (2014/2015). 
Paralelamente a su trabajo en Bolivia, Aramburo ha sido invitada a dirigir obras en países como Canadá, Argentina, Ecuador, República Dominicana, Francia y Rumania. En los últimos años sus montajes también han sido seleccionados para participar de festivales en Brasil, Chile, Colombia, Cuba, Venezuela, España y Estonia, entre otros. Asimismo, sus textos Feroz, Ese Cuento del Amor y Fragmentos Líquidos han sido montados en el exterior. 
Las obras de Aramburo han cosechado cerca de 30 galardones nacionales e internacionales. Entre sus reconocimientos, se destacan haber recibido dos veces la Medalla de Honor concedida por el Gobierno de Bolivia; los premios por su trayectoria, otorgados por el Festival Internacional de Teatro Santa Cruz de la Sierra y por el Festival Nacional de Teatro Bertolt Brecht, y su nombramiento como maestro del teatro latinoamericano en Colombia.

### Cambio de género
En mayo de 2018, Diego Aramburo fue legalmente reconocida como mujer, amparada en la Ley 807 de Identidad de Género. Según la artista –que no realizó ningún cambio en su cuerpo ni en su nombre– la medida fue adoptada como "una forma de luchar contra la estricta heteronormalización de la sociedad boliviana" y "romper con las barreras culturales en torno a la identidad de género". El proceso por el cual pasó la artista para legalizar su nueva identidad fue documentado en Genero (2018), una obra de artes expandidas realizada en coproducción con Ecuador y Brasil y que contó con el apoyo de Iberescena. Aunque recibió el respaldo de diferentes personalidades relacionadas con las artes, la docencia o el activismo, Aramburo también fue blanco de críticas por la acción, suscitando un intenso debate acerca del tema.

## Estilo
Las obras de Diego Aramburo se enmarcan dentro del teatro contemporáneo, con una fuerte influencia de las artes visuales y las artes performáticas, y un interés permanente en mezclar distintos lenguajes en escena, utilizando para ello proyecciones audiovisuales -con frecuencia registradas en tiempo real-, música en vivo y la exploración de nuevas tecnologías. Considerada una directora innovadora y transgresora, sobre todo para los cánones del teatro boliviano -el cual representa frecuentemente en festivales internacionales, pero alejándose de la idea de 'bolivianidad' entendida como algo folclórico, costumbrista o autóctono-, Aramburo tiene una obra en la cual es posible identificar algunos temas o inquietaciones recurrentes: la sexualidad, la identidad, el abolengo, la obscenidad, la historia boliviana y los vicios y abuso del poder.
También lo femenino está siempre presente en sus obras y es habitual que sean las mujeres que las protagonicen. Esto ocurrió, por ejemplo, en Feroz, una historia sobre la prostitución de tres hermanas, Hejarei, una pieza de danza performance inspirada en las mujeres guaraníes (cocreación con Camila Rocha), o Pornografía, sobre una joven que desea tener un último orgasmo antes que el mundo acabe. Desde hace varios años, Aramburo trabaja además con los testimonios, el documental y la docuficción, presentes en gran parte de sus montajes recientes.

## Obras seleccionadas (como director)
- 2018: Dios
- 2018: Genero
- 2017: Scufita
- 2016: La casa de la fuerza
- 2015: Hamlet (República Dominicana)
- 2015: Ukhupacha
- 2015: Hejarei
- 2015: La santa cruz de Sade
- 2014: Morales
- 2014: 155 (y contando)
- 2014: Blancanieves
- 2013: Romeo y Julieta de Aramburo
- 2012: Aecceso
- 2012: Lisístrata (Ecuador)
- 2012: Hamlet de los Andes
- 2011: Medea (Canadá)
- 2011: Texto M
- 2011: El preciso instante para no ser amado (Argentina)
- 2011: MedeaMaterial
- 2011: Reflexión (performance)
- 2010: La librería
- 2009: Macbett (Canadá)
- 2009: King Kong Palace (Argentina)
- 2009: Transparente
- 2009: La escala humana
- 2008: Ocho
- 2007: Happy days
- 2007: Romeo y Julieta
- 2006: Pistolas verdes
- 2006: Withorwithoutme
- 2006: Kiknteatr cuenta Pinocchio
- 2005: A los que no me pueden ver
- 2005: Gore
- 2005: Fábula del camaleón y la salamandra
- 2005: Fragmentos líquidos
- 2004: Amor de Dn. Perlimplín con Belisa en su jardín
- 2004: No hay cosa como callar
- 2004: Crudo
- 2004: 4.48 Psicosis
- 2003: Tierra
- 2003: Raspando la cruz
- 2003: Ese cuento del amor

## Premios y reconocimientos seleccionados
- 2018: Premio Nacional de Teatro (Obra: Dios)
- 2018: Premio Plurinacional Eduardo Abaroa (Obra: Genero)
- 2017: Premio Plurinacional Eduardo Abaroa (Obra: Morales)
- 2016: Premio Nacional de Teatro (Obra: Ukhupacha)
- 2015: Premio Nacional de Teatro (Obra: Morales)
- 2014: Premio Mayor al Mejor Montaje Extranjero - Premios Teatro del Mundo, Argentina (Obra: Hamlet de los Andes)
- 2014: Premio Nacional de Teatro (Obra: Romeo y Julieta de Aramburo)
- 2013: Premio a la Trayectoria - Festival Nacional Bertolt Brecht
- 2013: Premio Nacional de Teatro (Obra: Aecceso)
- 2013: Medalla de Honor - Gobierno de Bolivia
- 2013: Premio a la Trayectoria - Festival Internacional de Teatro Santa Cruz de la Sierra
- 2011: Premios Featec, Córdoba, Argentina: mejor obra, dirección y dramaturgia (Obra: El preciso instante para no ser amado)
- 2008: Premio Nacional Bertolt Brecht: mejor obra, dirección y escenografía (Obra: Happy days)
- 2007: Premio Nacional Bertolt Brecht: mejor obra, dirección y dramaturgia (Obra: Romeo y Julieta)
- 2004: Premio Nacional de Teatro (Obra: Crudo)
- 2004: Premio Nacional de Teatro (Obra: 4.48 Psicosis)
- 2003: Premio Nacional de Teatro (Obra: Ese cuento del amor)
- 2002: Premio Nacional de Teatro (Obra: Amataramarta)
- 2000: Premio Nacional de Teatro (Obra: Feroz)
- 1998: Premio Nacional de Teatro (Obra: Tres fases de la luna)